# Heqin
Heqin, también conocido como alianza matrimonial, se refiere a la práctica histórica de los emperadores chinos de casar a princesas, generalmente miembros de ramas menores de la familia real, con gobernantes de los estados vecinos. A menudo se adoptó como una estrategia de apaciguamiento con un estado enemigo que era demasiado poderoso para derrotarlo en el campo de batalla. La política no siempre fue efectiva. Implicaba un estatus diplomático igual entre el emperador chino y el gobernante extranjero. El resultado fue controvertido y tuvo muchas críticas.
Lou Jing (en chino: 娄 敬), que más adelante obtuvo el apellido real Liu, el arquitecto de la política, propuso conceder la hija mayor del emperador Gaozu de Han a Modu, Chanyu de los Xiongnu. Su propuesta fue adoptada e implementada con un tratado en 198 a.c., después de la Batalla de Baideng dos años antes. Wang Zhaojun, de la dinastía Han, y la Princesa Wencheng , de la dinastía Tang, fueron de las princesas heqin más famosas. El Heqin nunca más fue practicado por ninguna dinastía china después de la Tang.
El erudito del siglo XX Wang Tonglin elogió el Heqin por facilitar la «fusión de razas» en China.

## Dinastía Han
Hubo un total de quince instancias de alianzas matrimoniales Heqin durante la dinastía Han.
- En el año 200 a.c., el emperador Gaozu de Han casó una princesa Han con el caudillo Xiongnu Modu Chanyu. Esta es la primera incidencia registrada de matrimonio heqin en la historia de China.
- En el año 192 a.c. el emperador Hui de Han casó otra princesa Han con el jefe de los Xiongnu, Maodun Chanyu .

- En el año 176 a.c., el emperador Wen de Han casa una tercera princesa Han con el jefe Xiongnu, Maodun Chanyu.
- En el año 174 a.c., el emperador Wen de Han casa una "princesa" Han con el jefe Xiongnu, Laoshang Chanyu . Ella llevaba un eunuco Yan llamado Zhonghang Yue consigo para que fuera su tutor.
- En 162 a.c. el Emperador Wen de Liu Song, de Han, casó otra princesa Han con el jefe Xiongnu, Laoshang Chanyu.
- En 160 a.c. el emperador Wen de Han casó una princesa Han con el jefe Xiongnu Gunchen Chanyu.
- En el año 156 a.c. el emperador Jing de Han casó otra princesa Han con el jefe Xiongnu Gunchen Chanyu.
- En 155 a.c. el emperador Jing de Han casa una tercera princesa Han con el jefe Xiongnu Gunchen Chanyu .
- En el año 152 a.c. el emperador Jing de Han casa una cuarta princesa Han con el jefe Xiongnu Gunchen Chanyu.
- En 140 a.c. el emperador Wu de Han casó una princesa Han con el jefe Xiongnu Gunchen Chanyu.
- En 108 a.c. el emperador Wu de Han casó a Liu Xijun (细 君) (130 a. C.-101 a. C.), hija de Liu Jian (刘建), príncipe de Jiangdu (江都 王) (121 a. C.), y nieta del príncipe Yi de Jiangdu , con Liejiaomi, rey de Wusun .
- En 103 ac el emperador Wu de Han casó a Liu Jieyou (解忧) (121 a. C.-49 a. C.) con el rey Junxumi de Wusun (nieto de Liejiaomi). Después de la muerte de Junxumi en el 93 a.c. , la princesa Jieyou, de acuerdo con la tradición de Wusun, se casó con su sucesor (y hermano menor), el rey Wengguimi. Después de la muerte de Wengguimi en 60 a.c. , la princesa Jieyou volvió a casarse con su sucesor, el rey Nimi (hijo de Junximi y una princesa Xiongnu).
- En el año 33 a. C. el emperador Yuan de Han casó a Wang Zhao Jun (52 a. C.-15 d. C.), una dama del harén imperial, con el jefe Xiongnu Huhanye. Después de la muerte de Huhanye en 31 a.c. , se volvió a casar con el sucesor de Huhanye (hijo de su primera esposa y, por lo tanto, su hijastro) Fuzhuleiruodi Chanyu.

Durante el período de los Dieciséis Reinos, hubo un total de seis casos registrados de matrimonio heqin. Las alianzas matrimoniales Heqin durante el período de los Dieciséis Reinos diferían de las practicadas durante la dinastía Han de dos maneras principales. En primer lugar, involucraron princesas reales (es decir, hijas de emperadores o gobernantes). En segundo lugar, a diferencia de la dinastía Han, cuando la mayoría de los matrimonios heqin tenían como objetivo establecer la paz con naciones extranjeras, los matrimonios heqin durante el período de los Dieciséis Reinos se hicieron principalmente para resolver rivalidades y mantener un equilibrio de poder entre los diversos estados de China en ese momento.

## Periodo de los dieciséis reinos
- Fu Jian (337-385), emperador Xuanzhao del ex reino Qin, casó a una de sus hijas con Yang Ding, gobernante del estado de Chouchi.
- Fu Deng, emperador Gao del ex reino Qin, casó a su hermana menor, la princesa Dongping (东 平 to), con Qifu Gangui, príncipe de Qi del Oeste.
- En el año 441 d. C. Feng Ba, emperador Wencheng del Yan del Norte, casó a su hija, la princesa Lelang (乐 浪,), con Yujiulü Hulü, Khan Aidougai de Rouran.
- En 415 Yao Xing, emperador Wenhuan de Qin Posterior, casó a su hija, la princesa Xiping (西 平), con el emperador Mingyuan de Wei del Norte. Como no pudo forjar una estatua de oro con sus propias manos, nunca fue formalmente emperatriz, pero sin embargo fue reconocida y respetada como la esposa del emperador Mingyuan, la Consorte Yao .
- Qifu Chipan, príncipe Wenzhao de Qin occidental, casó a su hija, la princesa Xingping (兴平 公主), con Juqu Mengxun, hijo del príncipe de Liang del Norte, Juqu Xingguo.
- En 433: Juqu Mengxun, príncipe de Liang del Norte, casó a su hija, la princesa Xingping (兴平 公主), con el emperador Taiwu de Wei del Norte. Ella se convirtió en concubina del emperador Taiwu.

## Dinastías del sur y del norte
Durante las dinastías del sur y del norte, China también se dividió en muchos estados rivales. Un complicado sistema de rivalidades y vasallaje existía. El matrimonio Heqin fue empleado como un método para mantener el equilibrio de poder o para solidificar las alianzas entre los estados.
Durante las Dinastías del Sur y del Norte hubo cinco casos de matrimonio heqin.
- En el año 428 el emperador Mingyuan del Norte de Wei casó a su hija, la princesa Shiping (始 平,), con Helian Chang, emperador de Xia.
- En 437, el emperador Mingyuan del norte de Wei casó a su hija, la princesa Wuwei (武威 公主), con Juqu Mujian, el príncipe Ai de Hexi, el último gobernante del estado de Liang del Norte, donde fue conocida como la Princesa Tuoba.
- La Princesa Lanling (兰陵 公主), una «princesa» de la familia imperial de Wei del Norte se casó con el Gran Kan del kanato Rouran, Yujiulü Anagui.
- La Princesa Qianjin (千金 公主), hija de Yuwen Zhao, Príncipe de Zhao (赵王宇 文 招) y miembro de la familia imperial de Zhou del Norte, se casó con Ishbara, Khan del Turkán turco oriental.
- En el año 582: el emperador Ming de Liang del Oeste casó a su hija, la princesa Xiao, con Yang Guang, príncipe de Jin, el segundo hijo del emperador Ming, soberano de Wen de Sui. Ella fue conocida como la emperatriz Xiao de Sui después de su esposo acceder al trono como el emperador Yang de Sui.

## Dinastía Sui
Con el establecimiento de la Dinastía Sui en el año 581, China se unificó una vez más bajo una sola dinastía. El matrimonio Heqin durante la dinastía Sui, por lo tanto, regresó a su propósito original de tratar de apaciguar a las tribus bárbaras en las fronteras de China.
Hubo un total de siete instancias de matrimonio heqin durante la Dinastía Sui.
- En 597 el emperador Wen de Sui casó a la princesa Anyi (安义公 主), una princesa Sui, con Yami Qaghan, Khan del Kanato Turco Oriental. Fue asesinada por Yung Yu lu en 599.
- En 599 el emperador Wen de Sui casó a otra princesa Sui, la Princesa Yicheng (义 成,), hija de un miembro del clan imperial Sui, con Yami, Gran Kan del Kanato Turco Oriental. Después de su muerte en 609, la princesa Yicheng, de acuerdo con la costumbre Göktürk de casarse por la ley del levirato, se volvió a casar con el sucesor e hijo de Yami Qaghan, que tenía otra esposa, Shibi Khan. Después de la muerte de Shibi Khan en 619, la princesa Yicheng volvió a casarse con el sucesor y hermano menor de Shibi Khan, Chuluo. Después de la muerte del khan en 621, la princesa Yicheng volvió a casarse por cuarta y última vez con su sucesor y hermano menor, Illig Qaghan, quien se rebeló contra la China Tang y fue capturado y asesinado en 630.
- El emperador Yang de Sui casó a la Princesa Xinyi (信义 公主), una "princesa" Sui, con el khan Heshana, del Kanato Turco Occidental.
- El emperador Yang de Sui casó a su hija menor, la princesa Huainan (淮南 公主), con el nuevo heredero, el hijo mayor de Shibi, Tuli.
- En 596 el emperador Wen de Sui casó a la princesa Guanghua (光化 公主), una princesa Sui, con Murong Shifu , khan de Tuyuhun. Después del asesinato de Murong Shifu en 597, la princesa Guanghua se volvió a casar con el sucesor y hermano menor de Murong Shifu, Murong Fuyun .
- El emperador Yang de Sui casó a una "princesa" Sui con Qu Boya, gobernante de la ciudad oasis de Gaochang en el desierto de Taklamakan.

## Dinastía Tang
Durante la dinastía Tang, las alianzas matrimoniales heqin se dirigieron principalmente a los cinco estados principales que limitaban con la China Tang: Tuyuhun, el Imperio Tibetano, los Khitans y sus aliados Kumo Xi, los kanatos Uigur y el reino Nanzhao.
Hubo un total de veintiún instancias de alianzas matrimoniales Heqin durante la dinastía Tang:
- En el año 640 el emperador Taizong de Tang casa a la princesa Honghua (弘化 公主) con Murong Nuohebo, Khan de Tuyuhun.
- En 641 el emperador Taizong de Tang casó a la Princesa Wencheng con el Emperador Songtsän Gampo del Imperio Tibetano.
- En 642 el emperador Taizong propuso el matrimonio de su decimoquinta hija, la princesa Xinxing (新兴 公主), con Zhenzhu Khan, Khan de Xueyantuo. El heqin fue cancelado.
- En el año 664 el emperador Gaozong de Tang casó a la Dama Jincheng (金城 县,), tercera hija de Li Dao, Príncipe de Guiji (会稽 郡王,), con el Príncipe Sudumomo de Tuyuhun (吐谷浑 王子 苏 末 末).
- En 664 el emperador Gaozong casó a la Dama Jinming (金 明 县,), hija de un miembro del clan imperial Tang, con el Príncipe Talumomo de Tuyuhun (吐谷浑 王子 闼 末 末 末).
- En el año 698: Una hija de Qapaghan, kan del segundo kanato turco del Este, se casó con un sobrino nieto de la emperatriz Wu Zetian, Wu Chengsi, príncipe de Huaiyang (淮阳王武延秀).
- En 703 una hija de Qapaghan Khagan se casó con el hijo mayor del príncipe heredero Li Dan, Li Chengqi, Príncipe Song.
- En 709 la emperatriz Wu Zetian casó a su bisnieta, la princesa Jincheng (金城 公主), hija de su nieto Li Shouli, príncipe de Bin, con el emperador Me Agtsom del Tíbet.
- En el año 712 el emperador Ruizong de Tang casó a su nieta, la princesa Jinshan (金山 公主), hija de su hijo Li Chengqi, con Qapaghan Khan.
- En 717 el emperador Xuanzong de Tang casó a la princesa Yongle (永乐 公主), hija de Yang Yuansi (杨元嗣) y una hija de Li Xu, príncipe de Dongping (东平王 李, hijo de Li Shen, príncipe de Ji, el decimoséptimo hijo de Emperador Taizong), con Li Shihuo (李 失 活), líder de los Khitans.
- En 717 la princesa Jianghe (交 河 公主), hija de Ashina Nahuaidao, 10.º Khan del Kanato Turco occidental, se casó con Sulu Khan, Khan del Turquestán.
- En 722 el emperador Xuanzong de Tang casó a la princesa Yanjun (燕 郡 ) (apellidada Murong (慕容)), una "princesa" Tang, con el príncipe kitán Li Yuyu (李郁).
- En 726 el emperador Xuanzong casó a su sobrina, la princesa Donghua (东华 公主, apellidada Chen 陈), con el príncipe kitán Li Shaogu (李 邵 固).
- En 726 el emperador Xuanzong casó a la princesa Dongguang (东 光,), hija del primo hermano del emperador Xuanzong, Li Jijiang, y la princesa Cheng'an (安) (octava hija del emperador Zhongzong de Tang) y Wei Jie (韦 捷), con Li Lusu (李鲁苏), gobernante de Kumo Xi.
- En 744 el emperador Xuanzong casó a la princesa Heyi (和 义,), una hija de Li Can, magistrado de Gaocheng (告 城 县令,), con Axilan Dagan (阿 悉 烂 in), rey de Ningyuan (宁远国 王) en el Valle de Fergana.
- En el año 745 el emperador Xuanzong casó a su nieta, la Princesa Jingle (静 乐, hija de su decimoquinta hija, la Princesa Xincheng 信 成 公主 y Dugu Ming 独孤 明), con el príncipe Kitán Li Huaixiu (李怀秀).
- En 745 el emperador Xuanzong casó a la princesa Yifang (宜芳 公主), hija de la princesa Changning (长宁 公主, hija del emperador Zhongzong de Tang) y Yang Shenjiao (杨慎 交), con el príncipe kitán Li Yanchong (李延 宠)
- En 756 la Princesa Pijia (毗 伽,), hija de Bayanchur, Khan del Kanato Uigur, se casó con Li Chengcai ( 李承 采 ), Príncipe de Dunhuang (敦煌 王 采,), hijo de Li Shouli, Príncipe de Bin .

Hubo un total de diecisiete instancias de alianzas matrimoniales heqin durante la dinastía Tang.
- Entre 640 y 690 hubo cinco instancias en Tuyuhun y una instancia al Imperio Tibetano.
- Entre los años 710 y 745 hubo cuatro instancias entre los Khitans, tres instancias en Kumo Xi y una instancia en Imperio Tibetano.
- Entre 758 y 821 hubo siete instancias para el kanato Uigur, incluidas dos hijas del emperador chino, es decir, princesas reales y tres descendientes de Tiele.
- En 883 tuvo lugar una unión con Nanzhao, segunda hija del emperador Yizong de Tang.

## Dinastías y estados no-Han

### Xiongnu
Los Xiongnu practicaron alianzas matrimoniales con oficiales de la dinastía Han y oficiales que desertaron a su lado. La hermana mayor del Chanyu, el gobernante de los Xiongnu estaba casada con el general Xiongnu Zhao Xin, el marqués de Xi, que estaba sirviendo a la dinastía Han. La hija del chanyu estuvo casada con el general chino Han Ling Li que posteriormente se rindió y desertó. Los Yenisei Kirghiz Khagans afirmaban descender de Li Ling. Otro general chino, Han, que desertó del servicio a los Xiongnu, fue Li Guangli, que también se casó con una hija del Chanyu.

### Wei del norte
La familia real Xianbei Tuoba del norte de Wei comenzó a organizar que las élites chinas Han se casaran con las hijas de la familia real en los años 480. Algunos Han exiliados huyeron del sur de China y desertaron a la tribu nómada de los Xianbei. Varias hijas del emperador Xiaowen de Wei del Norte se casaron con nobles chinos Han. Han Liu Song Liu Hui Chinese real chino, casado con la princesa Lanling 蘭陵 公主 del Wei del Norte, Princesa Huayang 華陽 公主 con Sima Fei 司馬 朏, descendiente de la realeza de la dinastía Jin (265-420), princesa Jinan 濟南 公主 con Lu Daoqian 盧 道 Princesa, princesa Nanyang 南阳 长 公主 con Xiao Baoyin萧 宝 夤, miembro de la familia real de los Qi del Sur. El emperador Xiaozhuang con la hermana del norte de Wei, la princesa Shouyang, se casó con el gobernante de la dinastía Liang, el emperador Wu, hijo de Liang, Xiao Zong 蕭 綜.
Cuando la dinastía Jin del Este terminó, Wei del Norte recibió al príncipe Jin Sima Chuzhi 司馬 楚 之 como refugiado. Una Princesa Wei del Norte se casó con Sima Chuzhi y dio a luz a Sima Jinlong 司馬 金龍 . La hija del rey Liang Xiongnu del norte Juqu Mujian se casó con Sima Jinlong.

### Rouran
El kanato de Rouran hizo los arreglos para que una de sus princesas, la hija del kan Yujiulü Anagui, la princesa Ruru 蠕蠕 公主, se casara con el gobernante chino Han, Gao Huan, del Wei del Este. Gao Huan, tal y como le exigió Yujiulü Anagui al ser uno de los términos de paz entre Wei Oriental y Rouran, se casó con la Princesa Ruru en 545, y la hizo tomar el lugar de la Princesa Lou como su esposa, pero nunca se divorció formalmente de la Princesa Lou. Después de la muerte de Gao Huan, según las costumbres de los Rouran, la princesa Ruru se casó con el hijo de Gao Huan, Gao Cheng, quien también, sin embargo, no se divorció formalmente de su esposa.

### Khanato turco
El Reino de Gaochang estaba formado por colonos chinos Han y gobernado por la familia real china Han, que se originó en Gansu. La comandancia de Jincheng 金城 (Lanzhou), distrito de Yuzhong 榆中 era el hogar de Qu Jia. La familia Qu estaba unida al casarse con los turcos, y una turca era la abuela del rey Qu Boya.

### Reino Uighur de Ganzhou
El gobernante de la familia china Cao, del círculo Guiyi, estableció alianzas matrimoniales con los uigur del Reino Ganzhou, con los gobernantes Cao casándose con princesas Uigur y con las princesas Cao casándose con gobernantes Uigur. La hija del kan uigur de Ganzhou se casó con Cao Yijin en 916.

### Reino de Khotan

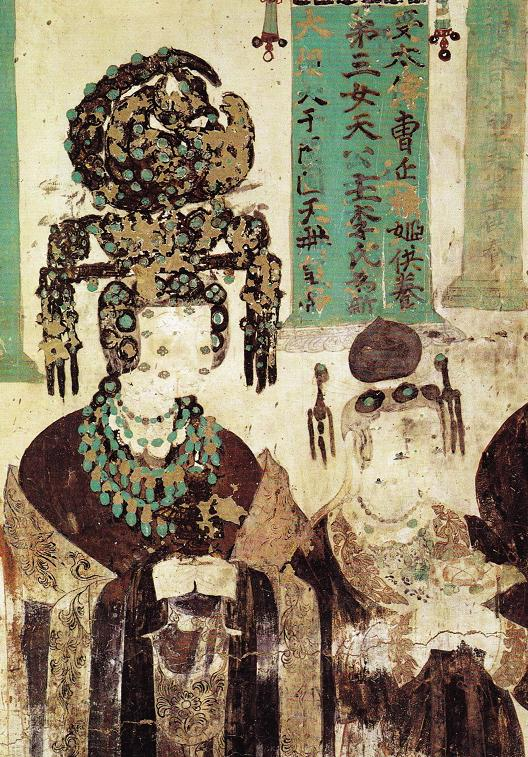
Una hija del rey de Khotan, casada con el gobernante de Dunhuang, Cao Yanlu, se muestra aquí con un tocado muy elaborado decorado con piezas de jade. Mural en la Cueva de Mogao 61, Cinco Dinastías.

El gobernante de la familia Cao, siguió el Circuito Guiyi, que establecía alianzas matrimoniales con el Reino Saka de Khotan; los gobernantes Cao se casaban con princesas khotanesas y los gobernantes khotaneses se casaban con princesas Cao. Una princesa Khotan, que era hija del Rey de Khotan, se casó con Cao Yanlu.

### Dinastía Liao
La dinastía Kitán Liao arregló que las mujeres consortes reales kitán procedieran del clan Xiao para casarlas con miembros del clan chino Han Han 韓 , antes de que fuera secuestrado por los kitán 冀州 y convertido en parte de la élite china Han de Liao.
La familia Han Geng se casó con los kitán y el clan Han ofreció a dos de sus mujeres como esposas para Geng Yanyi; la segunda fue la madre de Geng Zhixin. La hermana de la emperatriz Rende, miembro del clan Xiao, era la madre del general Han Geng Yanyi.
Han Durang (Yelu Longyun) era el padre de la reina viuda del estado Chen, que era la esposa del general Geng Yanyi y que fue enterrado con él en su tumba en Zhaoyang en Liaoning. [36] Su esposa también era conocida como «Madame Han». La tumba de Geng se encuentra en Liaoning, en Guyingzi, en la zona de Chaoying.

### Lý dinastía Vietnam
La dinastía Lý que gobernó Dai Viet (Vietnam) casó a sus princesas con rivales regionales para establecer alianzas con ellos. Uno de estos matrimonios fue entre una princesa Lý, Lý Chiêu Hoàng, y un miembro del clan chino Trần (Chen),Trần Thái Tông, que permitió a Trần derribar la dinastía Lý y establecer su propia dinastía Trần.
Una princesa Lý también se casó dentro de la familia Hồ, que era de origen chino; más tarde se estableció la dinastía Hồ que tomó el poder después de que una princesa Tran se casase con uno de sus miembros, Hồ Quý Ly.

### Dinastía Qing
El clan manchú imperial Aisin-Gioro practicó alianzas matrimoniales con generales chinos de la Dinastía Ming y con príncipes mongoles. Las mujeres Aisin Gioro se casaron con generales chinos Han que desertaron del lado manchú durante la conquista manchú de China. El líder manchú Nurhaci casó a una de sus nietas con un Ming, concretamente con el general Li Yongfang 李永芳 después de que él rindiese la ciudad-prefectura Fushun en Liaoning a los manchúes en 1618 y matrimonios en masa entre oficiales y funcionarios han con mujeres manchúes en número aproximado de 1000 parejas fueron organizados por el príncipe Yoto 岳托 (Príncipe Keqin) y Hongtaijien en 1632 para promover la armonía entre los dos grupos étnicos. Mujeres Aisin Gioro se casaron con los hijos de los generales chinos Han Sun Sike (Sun Ssu-k'o) 孫 思克 , Geng Jimao (Keng Chi-mao), Shang Kexi (Shang K'o-hsi) y Wu Sangui (Wu San-kuei). [46]
La hija del hijo de Nurhaci, Abatai, estaba casada con Li Yongfang. The offspring of Li received the "Third Class Viscount" (en chino, 三等子爵; pinyin, sān děng zǐjué) title. Los descendientes de Li recibieron el título de «Vizcondes de tercera clase» ( 三等 子爵 ; sān děng zǐjué). Li Yongfang fue el tatarabuelo de Li Shiyao 李侍堯 .
El rango de Dolo efu" 和 碩 額 fue otorgado a los maridos de las princesas Qing. Geng Zhongming, un representante o cabeza visible Han, recibió el título de Príncipe Jingnan, y su hijo Geng Jingmao logró que sus dos hijos, Geng Jingzhong y Geng Zhaozhong 耿昭忠, se convirtieran en asistentes de la corte bajo el emperador Shunzhi y se casaran con mujeres Aisin Gioro; la nieta del Príncipe Abatai se casó con Geng Zhaozhong 耿昭忠y Haoge (un hijo de Hong Taiji) se casó con Geng Jingzhong. Una hija 和 硕 柔嘉 公主 del manchú Aisin Gioro Príncipe Yolo 岳樂 estaba casada con Geng Juzhong 耿聚忠 que era otro hijo de Geng Jingmao.
La cuarta hija de Kangxi, 和 硕 悫 公主, estaba casada con el hijo, 孫承恩, del Han Sun Sike (Sun Ssu-k'o) 孫 思克 .

El Duque Imperial asistente del Estado (宗室 輔國公), hija de Aisin Gioro Suyan (蘇 燕), se casó con el General Hanian Banner Nian Gengyao.

### Dinastía Joseon de Corea
Después de la Segunda invasión manchú de Corea, la dinastía Joseon de Corea se vio obligada a entregar a varias de sus princesas reales como concubinas del regente manchú Qing, el Príncipe Dorgon. En 1650, Dorgon se casó con la princesa coreana Uisun (義 順). Ella era una de las ramas colaterales de la familia real coreana e hija de Yi Gae-yun (李 愷 胤). Dorgon se casó con dos princesas coreanas en Lianshan.

### Señores Nguyen en Vietnam
El rey camboyano Chey Chettha II casó con el señor vietnamita Nguyễn Nguyễn Thị Ngọc Vạn, a īīīuna hija del Señor Nguyễn Phúc Nguyên, en 1618. A cambio, el rey otorgó a los vietnamitas el derecho de establecer asentamientos en Mô Xoài, ahora Bà Rịa, en la región de Prey Nokor, a la que coloquialmente se refirieron como Sài Gòn y que más tarde se convirtió en ciudad Ho Chi Minh.